# Mira (Italia)
quando fu' sovraggiunto ad Oriaco,

ancor sarei di là ove si spira.

Corsi al palude, e le cannucce e 'l braco

m'impigliar sì, ch'i' caddi; e lì vid'io

delle mie vene farsi in terra laco.»
(Dante Alighieri, Purgatorio, V, 79-84)
Mira (La Mira in veneto) è un comune italiano di 37 605 abitanti della città metropolitana di Venezia in Veneto. Si tratta di un comune sparso in quanto l'estesa superficie comprende numerosi antichi centri abitati, oggi organizzati come frazioni. La sede municipale è nella frazione Mira Taglio.
Undicesimo comune veneto per numero di abitanti, sorge a ovest del comune di Venezia con il quale condivide la frazione Malcontenta. In base alla legge regionale n. 36 del 12/8/1993 il suo territorio rientra nell'area metropolitana di Venezia.

## Geografia fisica
L'area urbana, posta a metà strada tra Padova e Venezia, appartiene alla Riviera del Brenta che si estende lungo il Naviglio del Brenta, costeggiato dalla SR 11, sul quale si affacciano le Ville che i veneziani edificarono tra il Cinquecento e il Settecento. Famose in particolare la villa palladiana "la Malcontenta" nell'omonima frazione e Villa Widmann Foscari e le Barchesse di villa Valmarana a Mira Porte.
A sud-est si estendono le barene, che sono affacciate alla laguna di Venezia, un ambiente costituito da un insieme di isolotti collegati da canali, le quali costituiscono un terzo della superficie del comune.
Il territorio comunale è solcato da numerosi corsi d'acqua, oltre al Naviglio, sia naturali che artificiali.

## Storia
Nel 302 a.C. lo storico Tito Livio narra che una flotta spartana approdò in una spiaggia dell'Alto Adriatico: la costa era formata da sottili strisce di sabbia, dietro le quali si trovavano delle lagune comunicanti direttamente con il mare attraverso bocche di porto. Alle spalle dello specchio d'acqua videro dei campi sui quali, in lontananza, si stagliavano dei colli e un fiume largo e profondo che riversava le sue acque nelle lagune. La descrizione di questo luogo sembra proprio essere la laguna di Venezia, il territorio mirese caratterizzato dalla presenza del fiume Brenta. L'area mirese, infatti, nel II secolo a.C. era percorsa dal delta del Medoacus Maior.

### Cazoxana
Anticamente la località fu chiamata Cazoxana o Cazzozana. Il significato descriveva la sua posizione territoriale posta tra i boschi e i pascoli. La zona si estendeva nell'attuale Mira Vecchia, sito in cui nel Medioevo c'era un porto franco. 
Un vero e proprio centro abitato nasce però solo nel medioevo come porto fluviale per i barcaioli che collegavano Venezia alla riviera del Brenta. Il paese era abitato in prevalenza da barcaioli e pescatori. Non esistevano molti ponti, perciò si utilizzavano imbarcazioni dette burchielli, per il traghettamento di merci e persone da una riva all'altra.
Tra il 1100 e il 1200 la città cambiò il nome di Cazoxana per assumere quello di Mira in ricordo della città di Myra nella Licia dell'Asia Minore], dove il patrono San Nicola fu arcivescovo. Secondo un'altra ipotesi, il toponimo deriva da una torre di avvistamento (in latino appunto mira) che serviva nella difesa del territorio, ricollegandosi allora alla vicina Mirano.
Definita fin dalla fine del Trecento è la viabilità principale costituita dai due assi che fiancheggiano il Naviglio. L'edificato si sviluppa in epoca veneziana con la costruzione di numerose ville su entrambe le sponde, ad opera della nobiltà proveniente dalla Serenissima che qui si spostava per trascorrervi il periodo estivo.
Due furono gli interventi che favorirono lo sviluppo della zona. Nel 1491 si ha lo spostamento dell'epicentro religioso da Mira a Roncoduro, con la costruzione della nuova chiesa dedicata a san Nicolò, nella posizione attuale. Gli autori di tale fatto sono i ricchi mercanti della famiglia Corbelli, discendenti dagli antichi romani dei Corbini. Nel 1612, sull'innesto tra il Naviglio ed il Serraglio vengono realizzate “le porte”, allo scopo di controllare il flusso d'acqua e consentire la navigazione. Tale intervento dà impulso alle attività commerciali, grazie anche agli sgravi dei dazi di cui Mira godeva, e conferisce all'area il nome di Mira Porte, che sostituisce il precedente appellativo di Roncoduro.

### Abbazia dei Santi Ilario e Benedetto
Nel VIII secolo, a causa delle frequenti invasioni barbariche, la popolazione è stanca delle scorrerie e delle distruzioni dei paesi. Dei giovani operosi si ripropongono di vivere una vita cristiana in preghiera come san Benedetto da Norcia e con questo spirito viene decisa la costruzione del monastero. La costruzione viene eretta nell'800 e viene donata ai Padri Benedettini di San Servilio (isola di San Servolo a Venezia) che la intitolano ai santi Ilario e Benedetto e vi fondano l'abbazia che nel tempo raggiunge una rilevante importanza storica e religiosa tanto da far decidere cinque dogi di Venezia di sceglierla come luogo per la loro sepoltura.s
Nel 1214 i monaci dell'abbazia di Sant'Ilario vengono cacciati. Tentano più volte di ritornarvi, ma sempre temporaneamente: ormai il monastero ha perso il suo antico splendore. Nel frattempo, a causa dei vari tagli effettuati nei fiumi che si immettevano in laguna e alla conseguente interruzione del flusso della corrente, l'aria diviene nauseabonda ed irrespirabile sulle acque putride e ristagnanti della laguna. Fu così che i monaci decidono di abbandonare definitivamente l'abbazia ed il territorio circostante.

### Oriago
Le fonti storiche che attestano la denominazione di questa località iniziano nel 994 con Rambaldo, conte di Treviso che riceve in dono dall'imperatore Ottone III un manso (un territorio abitato) , posto in località Aureliaco. Successivamente fu definito , Aurilagus, Auriglaco , Oriagus, Orlacus, Orlagus, Orliacus.
La località aveva assunto i connotati di un importante
centro agricolo e commerciale, collocato strategicamente sulle sponde del fiume Brenta, ai confini con la Repubblica Serenissima, posto in un luogo paludoso ai margini della laguna. La sua posizione strategica fu importante per le operazioni belliche di terra e di mare. Oriago fu contesa tra Padova, Treviso e Venezia.
Degno di nota è la citazione della località nel V canto del Purgatorio
dell'opera letteraria la Divina Commedia dove si narra la cattura ed uccisione del nobile Jacopo del Cassero.

### Gambarare
L'interpretazione etimologica più largamente condivisa dagli studiosi, lega il significato del nome Gambarare alla natura del luogo, spesso descritto come pescoso e ricco di gamberi. La presenza nel territorio di un approdo in epoca alto medievale, suggerisce ad altri studiosi l'ipotesi che il nome Gambarare derivi proprio dalla presenza delle "cumbe" o "cumbarie", tipiche barche venete usate prevalentemente per il commercio.

### Porto Menai
Viene identificato con l'importante scalo commerciale ad Portam, citato da vari documenti antichi in passato e centro di potere dei conti di Treviso. Nel 1117 a Porto (così si chiamava in quanto era un porto fluviale) esisteva una curazia dell'Abbazia di Sant'Ilario che comprendeva oltre 150 masserie sparse in un vastissimo territorio. Dopo il 1110, a seguito di una definizione imposta dall'imperatore a favore del monastero, Porto gravitò (documento del 1211) su Sambruson. Nel 1500 Piove di Sacco rivendicò l'appartenenza di Porto a Sambruson. Nel 1509 il provveditore di Gambarare scrisse al Doge esaltando la partecipazione degli abitanti di Porto alla guerra della Lega di Cambrai. Dopo la guerra la Repubblica di Venezia
A Gambarare nacque il toponimo di Porto Menai ossia «Porto dei Menazadi, porto dei minacciati» perché si erano arruolati all'esercito comandato dl Andrea Gritti.»
Con il Taglio Novissimo per un periodo passò sotto Sambruson.

### Simboli
Fino al 1867 le località che costituiscono l'attuale comune erano aggregate in tre comuni indipendenti: Oriago, Gambarare, Mira Vecchia (o Mira). Per secoli in percorsi storici ed istituzionali sotto della Repubblica di Venezia, la dominazione Francese, il Regno Lombardo Veneto e il primo anno del Regno d'Italia furono sempre distinti e autonomi per ogni centro. Dal 18 febbraio 1868 il Regno d'Italia decise di rendere ufficiale il nuovo comune, con sede municipale a Mira Taglio, adottando l'emblema delle tre corone di alloro uguali e intrecciate a raffigurare un'unione paritetica dei tre precedenti storici comuni. Lo stemma comunale venne ufficialmente concesso con il regio decreto del 20 settembre 1868.
Il gonfalone municipale, concesso con regio decreto del 4 agosto 1933, è costituito da un drappo azzurro.

## Cronaca

### La tromba d'aria
L'8 luglio 2015 una violenta tromba d'aria, di grado EF4 della Scala Fujita, si è abbattuta su Mira. Il fenomeno, durato quasi 10 minuti, ha coinvolto altresì i comuni di Dolo e Pianiga. Il tornado ha percorso 11.5 km e ha avuto una larghezza variabile dai 500 m al chilometro. Vi sono stati gravi danni materiali a case, automobili e infrastrutture nonché una vittima, 72 feriti e alcune centinaia di sfollati.

## Monumenti e luoghi d’interesse

### Architetture religiose
- Chiesa parrocchiale di Santa Maria Assunta a Borbiago. Fu ricostruita alla fine del XVII secolo. L'edificio precedente era stato restaurato tra fine 400 ed inizi del 500 in luogo di una chiesa di origine incerta ma dedicata almeno ai primi del 300 a San Teonisto. Contiene una pala attribuita a Palma il Giovane, dipinti attribuiti a Girolamo Brusaferro, sul soffitto il grande dipinto di Gaspare Diziani la Vergine Maria che consegna lo scapolare a san Simone Stock e, nella cripta, la statua miracolosa di Maria[16].
- Chiesa parrocchiale dei Santi Teonisto Martire e Agostino Vescovo a Marano Veneziano.
- Chiesa parrocchiale di San Giovanni Battista a Gambarare. Modificata ripetutamente conserva il protiro sull'ingresso principale. Contiene dipinti di Gerolamo Tessari, Palma il Giovane (attribuito), Nicolò Bambini, Andrea Micheli detto il Vicentino, Giacomo Lauro ed un piazzettesco attribuito a Giuseppe Angeli o Francesco Cappella[17].
- Chiesa parrocchiale di San Nicolò Vescovo a Mira Taglio. Fu fondata nel 1488 e molto rimaneggiata anche nell'Ottocento; nel mediocre dipinto di San Giuseppe all'interno viene presentata la chiesa com’era prima dei rifacimenti ottocenteschi (sostanzialmente uguale all'incisione di Gian Francesco Costa) con la struttura a capanna ed il protiro. Delle quattro statue di recupero poste in facciata le due dei santi vescovi sono attribuibili ad Angelo Marinali. Contiene una notevole Crocifissione di Johann Carl Loth[18].
- Chiesa parrocchiale di San Marco Evangelista a Mira Porte.
- Chiesa parrocchiale di Santa Maria Maddalena Penitente ad Oriago. Fu ricostruita alla fine del quattrocento dai Querini nei pressi del loro palazzo e nel Cinquecento passò ai Moro che ne detennero fino all'Ottocento il diritto di giuspatronato. Sulla facciata a capanna si nota lo stemma della famiglia Moro, all'interno sono pitture di Francesco Vecellio e del Pordenone e due angeli scolpiti da Giulio del Moro[19].
- Chiesa parrocchiale di San Pietro Apostolo in Bosco ad Oriago.

### Architetture civili
L’Istituto Regionale Ville Venete censisce 92 edifici di pregio tra ville, spesso con piccoli oratori, palazzi, barchesse isolate e casini costruiti tra il XV ed il XIX secolo nel territorio di Mira e per lo più allineati lungo il Naviglio del Brenta. Alcuni, pur essendo in mano privata, sono visitabili previo appuntamento.

#### Principali edifici seguendo il Naviglio del Brenta da Mira taglio verso la laguna
- Villa Michiel, Venier, Contarini, a Mira Taglio riva sinistra, XVII secolo. Il corpo padronale fu sopraelevato e coronato da quattro abbaini disposti a croce nel 1750 circa; nell'Ottocento fu leggermente allargato ai lati e collegato con dei porticati architravati alle due barchesse. All'angolo sulla strada dell'ampio parco è presente un oratorio (1752) probabile opera di Lorenzo Boschetti. Le poche statue residue sui muri di cinta sono attribuibili ad Antonio Gai. Nel salone della barchessa ovest affreschi a carattere mitologico attribuiti dubitativamente a Francesco Ruschi mentre nel salone della barchessa est sono affrescate con episodi della Favola di Psiche attribuiti a Daniel van den Dyck[20]. È sede dell'Istituto Regionale Ville Venete.
- Palazzo Bonlini, a Mira Taglio riva sinistra, del XVI secolo. Il corpo padronale è caratterizzato dall'ampia scala ellittica verso la strada, dalla serliana al piano nobile e dal timpano; a ovest dei muri di cinta che delimitano un ampio parco è presente una barchessa. Si ha memoria di un oratorio ora scomparso[21].
- Villa Corbelli, Alessandri, a Mira Taglio riva sinistra, XVI-XVII secolo. Il corpo padronale risulta poco appariscente probabilmente a causa di rimaneggiamenti ottocenteschi. Elegante invece la barchessa su cui si innesta a "L" la foresteria con un elegante porticato (XVII secolo), ed, al fondo di quanto rimane del parco, un cospicuo arco trionfale e le scuderie. All'interno sono presenti notevoli cicli di affreschi a carattere mitologico (inizio XVIII secolo) di Antonio Pellegrini e Alessandro Lanfranchi. Le statue sul muro di cinta ed i mascheroni in chiave di volta dell'arco trionfale e delle aperture della foresteria e della barchessa sono attribuibili all'ambito di Giuseppe Torretto.[22]
- Villa Bon, Varisco, Tessier, a Mira Taglio riva destra, XVIII secolo. Il fianco sulla strada del corpo padronale è tripartito da quattro lesene a bugnato e culmina in un timpano con acroteri a forma di vaso agli angoli. Nell'ampio parco due pregevoli statue settecentesche ed una vera da pozzo con decorazioni in ferro battuto. All'interno decorazioni a stucco e fresco attribuite a Costantino Cedini (fine XVIII secolo)[23].
- Villa Contarini, Pisani, detta "dei Leoni", a Mira Taglio riva sinistra, XVI secolo. Il corpo padronale deve prevalentemente il suo aspetto alle trasformazioni settecentesche, quando era di proprietà dei Pisani. All'epoca dei Pisani risale il ciclo di affreschi di Giambattista Tiepolo staccati nel 1893 ed ora nel Museo Jacquemart-André di Parigi. L'edificio a pianta rettangolare è sopraelevato dallo zoccolo rastremato in bugnato, l'accesso è consentito dalla parte della strada tramite una scala guardata da due leoni in pietra e sul lato interno attraverso una loggia a cinque arcate preceduta da un'ampia gradinata, sul cornicione una coppia di guglie per lato. una barchessa, un oratorio del XVII sec. e un ampio parco. Sul confine meridionale del lotto si eleva l’oratorio della Beata Vergine del Rosario del tardo seicento; la facciata tripartita da lesene ioniche culmina in un timpano coronato da tre statue attribuibili ad Angelo Marinali. La barchessa restaurata è stata trasformata in teatro comunale. Il parco un tempo molto più esteso è ora un giardino pubblico[24].
- Villa Pio, a Mira Porte riva sinistra, prima metà XVIII secolo. Il piccolo edificio, caratterizzato dalle eleganti finestre timpanate, ospita l'Ecomuseo *Le Terre del Brenta". Sul soffitto del salone troviamo l’affresco di Apollo citaredo e le nove Muse (1714-1729) attribuito a Nicolò Bambini[25].
- Villa Franceschi, Bianchini, Patessio, a Mira Porte riva sinistra, inizio XVIII secolo. Le aperture centrali del piano nobile della villa si inseriscono in forma quasi di serliana entro quattro lesene tuscaniche a bugnato sormontate da un timpano dentellato ed una balaustrata le chiude per tutta la larghezza. Il motivo si ripete semplificato nel retro, affacciato sul parco verso la barchessa, con lesene lisce[26]. Attualmente è adibita ad albergo.
- Villa Querini, Dalla Francesca, Tiozzo, in località Chitarra vicino a Mira Porte riva destra, prima metà XVI secolo. La villa costituita dal corpo padronale, due barchesse simmetriche ed un parco è appartenuta alla famiglia Querini sino alla fine dell'Ottocento. All'interno sono presenti diversi cicli di affreschi a carattere mitologico e religioso dovuti ad un anonimo pittore veneto del XVI secolo[27].
- Villa Valier, Bembo, detta "La Chitarra", in località Chitarra vicino a Mira Porte riva destra, XVI secolo. Il corpo padronale è stato ridotto dalla demolizione della porzione che si allungava verso la Brenta e si concludeva con una facciata marcata da quattro lesene a bugnato e affiancata da due setti murari con nicchie e statue. Al di sotto dell'attico con vasi scolpiti si aprivano delle finte finestre affrescate da Giambattista Zelotti con varie figure tra cui una donna che suona la chitarra (da qui il nome della località), i cui residui sono ora conservati alle Gallerie dell'Accademia. Più arretrata nel grande parco, la facciata attuale del vecchio edificio è ottocentesca ma al suo interno permangono gli affreschi di Pietro Ricchi (XVII secolo). Collegata al corpo principale si allunga verso sud la cospicua barchessa verso il pregevole oratorio (fine XVII sec.).[28]
- Villa Seriman, Foscari Widmann - Rezzonico, in località Riscossa a est Mira Porte riva sinistra, XVIII secolo. Il corpo padronale è stato ripetutamente modificato nel settecento sino ad assumere l'attuale conformazione con il colonnato del portico d'accesso unica rimanenza dell'originario. Il secondo piano con le finestre mistilinee e gli abbaini con il timpano centinato ne sono fra gli ultimi episodi assieme al salone con gli affreschi del XVIII secolo di attribuiti dubitativamente a Giuseppe Angeli. Caratteristico è l'annesso rustico porticato che si sviluppa attorno ad una corte quadrata. Ad esso è addossato un oratorio della fine XVII secolo. Al margine nord del vasto parco vennero costruite delle serre[29]. Attualmente è sede dell'APT.
- Villa Moscheni Volpi, in località Riscossa a est Mira Porte riva sinistra, XVIII secolo. Il corpo padronale a due piani è sormontato dagli abbaini disposti a croce ornati da quattro lesene pseudo-doriche e coronati da timpani, le due barchesse perpendicolari all'edificio centrali sono state molto rimaneggiate ma risultano ancora leggibili. Il parco retrostante risulta in buono stato. Nel salone del piano nobile sono riapparsi affreschi della fine del XVIII secolo purtroppo deturpati dalla picchiettatura[30].
- Barchesse di villa Valmarana, in località Valmarana sulla riva destra del Brenta tra Mira Porte ed Oriago, XVII secolo. Le due barchesse assieme all'oratorio e al parco sono ciò che rimane di un più articolato complesso dopo che nel 1908 fu demolito il corpo padronale. I fronti principali delle barchesse sono costituiti da un ampio portico trabeato a colonne tuscaniche binate con pilastri d'angolo al cui centro è sovrapposto un paramento murario a forma d'arco trionfale. Il fianchi sono allungati verso il retro a formando due “C”, e quello della barchessa ovest, verso il fiume, presenta una compiutezza di forme architettoniche nelle finestre con timpani centinati, triangolari e mistilinei, nel richiamo del portico agli angoli e nel breve timpano centrato a coronamento[31]. All’interno della barchessa ovest sono presenti affreschi a carattere mitologico attribuiti a Michelangelo Schiavoni (XVIII secolo).
- Villa Stella, Gradenigo, Fossati, a Oriago riva destra, XVI secolo, costruita in origine dalla famiglia Stella, originaria di Bergamo. Il corpo padronale con la tipica struttura tripartita del palazzo veneziano è uno dei primi esempi nell′area. Nel parco rimane una delle due barchesse, l'altra fu demolita nell′800. Durante i restauri sono venute alla luce le decorazioni a fresco di carattere storico mitologico attribuite a Benedetto Caliari (seconda metà XVI secolo)[32].
- Villa Mocenigo, a Oriago, XVIII secolo riva destra, è costituita dal corpo padronale, una barchessa separata e un ampio parco. È stata sede del Centro Internazionale di Studi sull'Economia Turistica (CISET) dell'università Ca' Foscari dal 1991 al 2018.
- Ca′ Moro, a Oriago riva sinistra, XV secolo. Al corpo padronale cubico sono addossati antichi annessi a solai sfalsati e ai margini del parco è presente un ulteriore corpo di notevoli dimensioni. All'interno decorazioni a fresco della fine XV secolo che rappresentano busti di Capitani da Mar[33].
- Villa Foscari, detta "La Malcontenta”, di Andrea Palladio a Malcontenta vicino a Fusina riva destra, XVI secolo, è costituita dal corpo padronale, una barchessa annesso con serra, un oratorio (fine XVII secolo) e parco. L'interno è stato decorato nel XVI secolo dagli affreschi Giambattista Zelotti.

#### Principali edifici a nord di Mira vicino al canale Taglio di Mirano
- Villa Marchi, a Marano, XVIII secolo. Al grande corpo padronale isolato è affiancata una barchessa[34].
- Villa Corò-Silva, a Marano, XVII secolo. Al grande corpo padronale sono unite due ali di altezza minore probabilmente successive e a est un ulteriore lungo rustico in posizione ortogonale. Nell'Ottocento fu decorata in alcune stampe con pitture a fresco rappresentati paesaggi. Al margine sud-ovest del ricco giardino è situato il piccolo oratorio con un altare sormontato da una statua di scuola berniniana[35].

#### Principali edifici a sud di Mira
- Villa Gidoni, Paluello Minio, in località Porto Menai a sud di Gambarare, XVI secolo. Il corpo padronale con lunghi annessi rustici accostati che si sviluppano a “L”. All'interno si conservano affreschi con scene di battaglia di Francesco Montemezzano[36].

### Architetture militari
Il Forte Poerio rappresenta la chiusura a sud del Campo trincerato di Mestre. Costruito nel 1908, divenne subito obsoleto e non venne mai utilizzato se non come deposito. Oggi è di proprietà comunale e l'area circostante è stata attrezzata a parco.

## Società

### Evoluzione demografica
Abitanti censiti

## Cultura

Riviera Fiorita

La frazione di Borbiago è sede dell'università popolare "Francesco Petrarca", fondata nel marzo del 1997.
Villa Mocenigo ad Oriago è sede distaccata dell'università Ca' Foscari.

### Mercati rionali
Due sono le giornate di mercato, ogni martedì in Piazza Mercato ad Oriago ed ogni giovedì in Riviera S. Trentin a Mira Taglio.

### Eventi turistici
- Ogni anno nel mese di aprile, la prima domenica, in frazione Oriago, ha luogo "Oriago in fiore", fiera di piante e fiori giunta nel 2007 alla trentesima edizione.
- In settembre, nella domenica successiva alla Regata Storica, si svolge la Riviera Fiorita, una sfilata di gondole e altre imbarcazioni a remi, lungo il Naviglio del Brenta, con i partecipanti vestiti con abiti tipici veneziani.
- Nel mese di dicembre si tengono nelle chiese del Comune di Mira i tradizionali concerti corali natalizi della rassegna annuale "Venite Adoremus" organizzata dall'associazione "Amici della Musica della Riviera del Brenta".

## Economia

### Settore industriale
Il settore industriale a Mira, un tempo fiorente, ha subito un forte declino negli ultimi decenni del XX secolo.
Molto sviluppato era il settore chimico, soprattutto nella produzione di detersivi e saponi (Mira Lanza), divenuta Reckitt Benckiser nel 1989, dal nome della multinazionale che l'ha acquistata; Oggi i prodotti principali dello stabilimento Benckiser di Mira sono le famose marche Vanish, Lip Woolite, Ava, Sole, Finish, Calgon, Cillit Bang, Napisan, Glassex, Air Wick. A Mira, inoltre, si trovano il Centro Ricerche e Sviluppo di Reckitt Benckiser e la direzione generale di una delle maggiori banche di credito cooperativo della regione, la Banca del Veneziano.

### Settore sartoriale
Fiorente era anche il settore sartoriale: nel dopoguerra si svilupparono diverse camicerie lungo il Naviglio del Brenta. L'industria che ebbe maggior successo fu quella denominata Daina, fondata dall'ex aviatore Gino Pizzati e dalla moglie Leda Marchiori.
Le origini risalgono all'anno 1946, quando Gino Pizzati fu assunto come impiegato dalle Industrie Riunite Confezioni S.p.a. di Mira Porte, dopo la scissione della Mara confezioni. A metà degli anni cinquanta si giunse alla cessione della quota di Mario Biasiolo, e gli unici proprietari rimasero a pieno titolo Gino e la moglie Leda. La prima sede aziendale fu il granaio della villa Levi-Morenos, che accolse inizialmente ventidue dipendenti che in dodici anni raggiunsero il numero di duecento, successivamente si spostò nel granaio di Villa Foscarini, progettato dall'ingegnere Fernando Pizzati. All'interno della fabbrica furono bandite propaganda e discussioni politiche, però fu sempre garantita la libertà di pensiero e di adesione a qualunque partito dell'arco costituzionale.
La produzione dell'azienda era inizialmente orientata alla confezione di camicie e biancheria intima maschile, in seguito abbandonò questo programma indirizzandolo alle camicette da donna e, infine, si dedicò alla confezione medio-fine, non intima, esterna: cappotti e tailleurs compresi. I proprietari dell'azienda si tennero continuamente aggiornati sull'evoluzione della moda femminile, sempre presenti a tutti gli appuntamenti con la moda, a Milano ed in altre città. Il prodotto delle camicerie della riviera fu accolto per tanti anni con successo nel mercato nazionale e coinvolgimenti di tante ragazze e donne in un'attività lavorativa, fuori dall'ambiente domestico, esercitò un salutare scossone.

## Infrastrutture e trasporti
Nel territorio comunale di Mira sono presenti 4 stazioni ferroviarie:
- Mira-Mirano (linea Venezia-Padova), servita da Trenitalia, situata nella frazione Marano Veneziano;
- Venezia Mestre Porta Ovest, (linea Mestre-Adria), servita da Sistemi Territoriali, situata nella frazione di Oriago;
- Oriago (linea Mestre-Adria), servita da Sistemi Territoriali, situata nella frazione di Oriago;
- Mira Buse (linea Mestre-Adria), servita da Sistemi Territoriali, situata nella frazione di Mira Porte.

Mira è servita inoltre dallo svincolo Mira-Oriago posto sulla tangenziale di Mestre - A57 e da alcune linee automobilistiche ACTV.

## Amministrazione

### Sindaci dal 1946
| Nominativo                                           | Nominativo                                         | Partito / Coalizione                              | Periodo                                           | Elezione                                          |
| Sindaci eletti dal Consiglio comunale (1946-1993)    | Sindaci eletti dal Consiglio comunale (1946-1993)  | Sindaci eletti dal Consiglio comunale (1946-1993) | Sindaci eletti dal Consiglio comunale (1946-1993) | Sindaci eletti dal Consiglio comunale (1946-1993) |
| ---------------------------------------------------- | -------------------------------------------------- | ------------------------------------------------- | ------------------------------------------------- | ------------------------------------------------- |
|                                                      | Giulio Ambrosio                                    | Partito Socialista Italiano                       | 1946-1950                                         | 1946                                              |
|                                                      | Arturo Gardellin                                   | Partito Socialista Italiano                       | 1950-1951                                         | (1946)                                            |
|                                                      | Guido Borgato                                      | Partito Socialista Italiano                       | 1951-1965                                         | 1951                                              |
| 1956                                                 | Guido Borgato                                      | Partito Socialista Italiano                       | 1951-1965                                         |                                                   |
| 1960                                                 | Guido Borgato                                      | Partito Socialista Italiano                       | 1951-1965                                         |                                                   |
|                                                      | Aldo Manente                                       | Partito Comunista Italiano                        | 1965-1969                                         | 1964                                              |
|                                                      | Antonio Gottardo                                   | Partito Socialista Italiano                       | 1969-1970                                         | (1964)                                            |
|                                                      | Ruggero Sbrogiò                                    | Partito Comunista Italiano                        | 1970-1980                                         | 1970                                              |
| 1975                                                 | Ruggero Sbrogiò                                    | Partito Comunista Italiano                        | 1970-1980                                         |                                                   |
|                                                      | Stefano Simioni                                    | Partito Comunista Italiano                        | 1980-1985                                         | 1980                                              |
|                                                      | Maurizio Bacchin                                   | Partito Comunista Italiano                        | 1985-1990                                         | 1985                                              |
|                                                      | Roberto Marcato                                    | Partito Comunista Italiano                        | 1990-1991                                         | 1990                                              |
|                                                      | Francesca Corsi                                    | Partito Socialista Italiano                       | 1991-1992                                         | (1990)                                            |
|                                                      | Leonardo Giustiniani Savino (Commiss. prefettizio) | -                                                 | 1992-1993                                         | -                                                 |
|                                                      | Gianvincenzo Migatta                               | L.c. Insieme per Mira                             | 1993                                              | 1992                                              |
|                                                      | Leonardo Giustiniani Savino (Commiss. prefettizio) | -                                                 | 1993                                              | -                                                 |
| Sindaci eletti direttamente dai cittadini (dal 1993) |                                                    |                                                   |                                                   |                                                   |
|                                                      | Pompeo Volpe                                       | Sinistra                                          | 1993-1997                                         | 1993                                              |
|                                                      | Luigi Solimini                                     | Centro-sinistra                                   | 1997-2002                                         | 1997                                              |
|                                                      | Roberto Marcato                                    | Centro-sinistra                                   | 2002-2007                                         | 2002                                              |
|                                                      | Michele Carpinetti                                 | Centro-sinistra                                   | 2007-2012                                         | 2007                                              |
|                                                      | Alvise Maniero                                     | Movimento 5 Stelle                                | 2012-2017                                         | 2012                                              |
|                                                      | Marco Dori                                         | Centro-sinistra                                   | 2017-in carica                                    | 2017                                              |
| 2022                                                 | Marco Dori                                         | Centro-sinistra                                   | 2017-in carica                                    |                                                   |

## Sport
Il 1º giugno 1989 la dodicesima tappa del Giro d'Italia 1989 si è conclusa a Mira con la vittoria di Mario Cipollini (sua prima vittoria al Giro d'Italia).
Importante per lo sport mirese è stata la vittoria di cinque scudetti nel rugby XV femminile da parte del Riviera Rugby nel 2004, 2005, 2007, 2010 e 2012. La squadra maschile è il Rugby Riviera 1975.
Attualmente il Mira Calcio è impegnato nel campionato di Seconda Categoria, sotto la presidenza di Romeo Iannoccari. La massima serie raggiunta è stata la serie C2 sotto la gestione Lissandrin negli anni 70/80. L'ultima retrocessione è avvenuta al termine della stagione 2007/2008 quando il Mira retrocesse dal campionato di Prima Categoria a quello attuale.
Mira è stata inoltre protagonista nell'atletica leggera, con gli ottimi risultati ottenuti in campo Europeo e mondiale dell'atleta Giovanna Volpato.

Degna di nota anche la convocazione del rugbista mirese Christian Cazzaro (classe 2007) nella Nazionale maschile di rugby a 7 di San Marino, ottenuta grazie alla sua cittadinanza sammarinese da parte materna; il giovane tallonatore/terza linea in forza al Rugby Riviera 1975 ha debuttato con la Nazionale della piccola Repubblica ai Giochi dei piccoli stati d'Europa ad Andorra il 28 maggio 2025, per poi concludere la stagione giocando la Conference 2 di Rugby Europe a Pristina, capitale del Kosovo, il 21 e 22 giugno 2025, ottenendo la medaglia d'argento.